# Laaouinate
Laaouinate (en àrab العوينات, al-ʿAwīnāt; en amazic ⵍⵄⵡⵉⵏⴰⵜ) és una comuna rural de la província de Jerada, a la regió de L'Oriental, al Marroc. Segons el cens de 2014 tenia una població total de 3.867 persones.